# 希尔达族

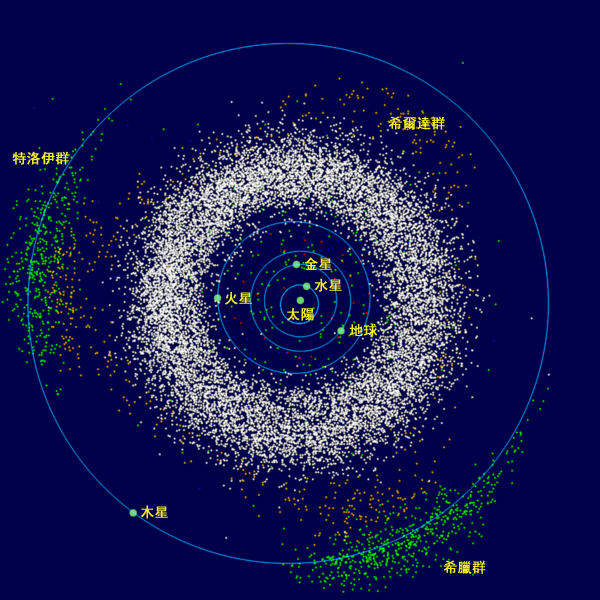
图为内太阳系的小行星，其中希尔达小行星由棕色标出。

希尔达小行星（英語：Hilda asteroid）包括了轨道半长径在3.7至4.2天文单位之间、轨道离心率小于0.3、轨道倾角小于20°的小行星。这些小行星并非来源于同一个母天体，因而不能算作真正意义上的小行星族。不过，它们都与木星间形成2:3的轨道共振。希尔达小行星的远日点可能是L3、L4、L5这三个拉格朗日点。当其连续绕太阳旋转三圈，会相继通过这三个点。小行星153（希尔达星）是该族小行星的代表星，1875年由约翰·帕利扎发现。目前已知的希尔达小行星超过1100颗。
希尔达小行星大多为低反照率的D-型小行星与P-型小行星，另有一小部分为C-型小行星。在小行星主带外部的包括希尔达小行星与特洛伊小行星在内的D-型与P-型小行星，与彗核有着类似的表面颜色及表面矿物学。这显示它们有着相同的起源。